# 現代日本版画展
現代日本版画展（げんだいにほんはんがてん）は、1930年代に、アメリカ合衆国オハイオ州にあるトレド美術館で開催された新版画の展覧会である。

## 概要
1930年3月に第1回の展覧会が開かれ、橋口五葉、伊東深水、川瀬巴水、三木翠山、名取春仙、織田一磨、小原古邨、山村耕花、吉田博、吉川観方の10人の作家の342点の作品が展示された。
1930年の展覧会が好評であったため、1936年1月には第2回現代日本版画展も開催された。本展においては平野白峰、深水、巴水、小早川清、鳥居言人、笠松紫浪、古邨、春仙、吉田博、野村芳光の10人による、289点の新作の新版画の作品が展示された。なお、それぞれ展覧会のカタログも制作されている。